# 스베틀라나 자하로바
스베틀라나 자하로바(러시아어: Светлана Захарова, 영어: Svetlana Zakharova, 1979년 6월 10일 ~ )는 러시아의 발레리나이다. 현재 볼쇼이 발레단 소속 수석 무용수이다.